# Ronan Farrow
Satchel Ronan O'Sullivan Farrow (New York, 19 december 1987) is een Amerikaanse journalist, jurist en voormalig regeringsadviseur.
Eind 2017 leidden Farrows artikelen in The New Yorker tot het openbaar worden van de seksuele misdragingen van film-tycoon Harvey Weinstein. De publicaties ontketenden een storm van aanklachten van overwegend vrouwen in tal van maatschappelijke sectoren, die zich aangemoedigd voelden om ervaren seksuele intimidaties niet langer te verzwijgen. De immense maatschappelijke impact culmineerde in de zogenaamde MeToo-beweging.
Voor deze verslaggeving won The New Yorker de Pulitzer Prize 2018 voor publieke dienstbaarheid, te delen met The New York Times.

## Biografie

### Afkomst en opleiding
Farrow werd geboren als zoon van filmactrice Mia Farrow en regisseur Woody Allen. Zijn doopnaam is een eerbetoon aan de beroemde baseball-werper Satchel Paige en actrice Maureen O'Sullivan, zijn grootmoeder van moeders kant.
Nu bekend als Ronan, kreeg hij de achternaam "Farrow" om niet de enige "Allen" te zijn in een familie met allemaal Farrows en Previns. In 2013 beweerde Mia Farrow dat zanger-acteur Frank Sinatra Farrows biologische vader zou kunnen zijn.
Farrow studeerde af in filosofie aan het Bard College on Simon's Rock en was als 15-jarige de jongste student die zijn Juris Doctor-graad bij dat instituut behaalde. In 2009 behaalde hij nog een J.D. aan de Yale Law School en later werd hij toegelaten tot de New York Bar.

### Carrière

#### Maatschappelijk en politiek
Van 2001 tot 2009 was hij Woordvoerder voor de Jeugd van UNICEF, en trad op als "advocaat" voor kinderen en vrouwen gevangen in de aanhoudende crisis in de regio Darfur in Soedan. Daarnaast was hij ook behulpzaam bij de fondsenwerving en het aanspreken van aan de Verenigde Naties verwante groepen in de Verenigde Staten.
Gedurende deze tijd bracht hij ook bezoeken aan Darfur samen met zijn moeder, de actrice Mia Farrow, die Unicef Goodwill Ambassadeur is. Aansluitend kwam hij op voor de bescherming van vluchtelingen uit Darfur. In vervolg op zijn ervaringen in Soedan was hij verbonden aan het Genocide Intervention Network.
In 2009 trad Farrow toe tot de regering-Barack Obama als Speciaal Adviseur voor Humanitaire en NGO Aangelegenheden van de Dienst van de Speciale Afgevaardigde voor Afghanistan en Pakistan. Hij maakte deel uit van het team van autoriteiten, gerekruteerd door diplomaat Richard Holbrooke, voor wie Farrow eerder had gewerkt als speechwriter. De daaropvolgende jaren was Farrow verantwoordelijk voor het beoordelen van de relatie van de regering van de Verenigde Staten met de civil society en non-gouvernementele actoren in Afghanistan en Pakistan.
In 2011 werd Farrow door minister van Buitenlandse Zaken Hillary Clinton benoemd tot haar Speciale Adviseur voor Wereld Jeugd Aangelegenheden en tot directeur van de Dienst voor Internationale Jeugdzaken van het ministerie van Buitenlandse Zaken. Het in het leven roepen van de dienst was het resultaat van een meerjarige taskforce, ingesteld door Clinton. Taak van de taskforce was het beoordelen van het economisch en sociaal beleid aangaande de jeugd. Farrow was met ingang van 2010 vicevoorzitter van de werkgroep samen met staflid David Barth van de Amerikaanse Dienst voor Internationale Ontwikkeling.
Clinton betitelde de vorming van de taskforce als een onderdeel van hernieuwde bijzondere aandacht voor de jeugd in vervolg op de Arabische Lente.
Farrow was verantwoordelijk voor Amerikaans beleid en uitvoering met als doelstelling jonge mensen te versterken als economische en burgerlijke actoren. Hij beëindigde zijn termijn als Speciale Adviseur in 2012.

#### Journalistiek
Na het verlaten van de overheidsdienst begon Farrow een postacademische Rhodes-studie aan het Magdalen College van de Universiteit van Oxford. Hij studeerde met het doel de graad van Doctor of Philosophy te behalen door de uitbuiting van de armen in ontwikkelingslanden te onderzoeken, maar hij maakte de studie niet af.
Hij schreef essays, opiniestukken en andere artikelen voor The Guardian, Foreign Policy magazine, The Atlantic, The Wall Street Journal, The Lost Angeles Time en andere tijdschriften.
In oktober 2013 verwierf Penguin Press de rechten van Farrows boek Pandora's Box, How American Military Aid Creates America's Enemies, om het in 2015 te publiceren.
Van februari 2014 tot februari 2015 presenteerde Farrow Ronan Farrow Daily, een nieuwsprogramma op televisie dat in de ether werd gebracht door MSNBC.
Hij presenteerde het onderzoeksprogramma Undercover with Ronan Farrow op NBC's Today. De serie werd gelanceerd in juni 2015 en gepromoot als het brengen van Farrows kijk op de verhalen die "u niet terugvindt in de dagelijkse krantenkoppen", maar vaak zijn ontleend aan bronnen van onderop en die gevarieerde onderwerpen behandelen van bijvoorbeeld "arbeidsvoorwaarden van manicures", "geestelijke gezondheid" tot aan "seksuele intimidatie op de campus".
In oktober 2017 publiceerde The New Yorker een door Farrow opgesteld onderzoeksartikel, nadat Farrows werkgever, NBC, besloot zijn bevindingen niet uit te zenden. Het betrof hier gedetailleerde beschuldigingen van seksuele misdragingen die zouden zijn gepleegd door filmproducer Harvey Weinstein. The New Yorker won de Pulitzer Prize van 2018 voor maatschappelijke dienstbaarheid voor Farrows reportage, een prijs die werd gedeeld met The New York Times. Farrow werd opgenomen in de "100 Meest Invloedrijke Mensen in de Wereld"-lijst van Time in 2018.
Op 7 mei 2018 trad de minister van Justitie van de staat New York, Eric Schneiderman, binnen enkele uren na publicatie van een door Farrow samen met zijn collega Jane Mayer van The New Yorker opgesteld onderzoeksartikel af. Het artikel bracht naar voren dat hij tijdens zijn ambtstermijn ten minste vier vrouwen, met wie hij een romantische relatie onderhield had mishandeld en misbruikt, en dat hij gewend was regelmatig misbruik te maken van alcohol en drugs. Schneiderman nam ontslag op 8 mei 2018.
Mayer en Farrow meldden dat zij de beschuldigingen van de vrouwen konden bevestigen met zowel foto's van de gevolgen van aanrandingen, als met verklaringen van vrienden met wie de vermeende slachtoffers in vertrouwen hadden gesproken na de geclaimde aanvallen. Hoewel hij de beschuldigingen tegensprak, verklaarde Schneiderman dat hij terugtrad omdat ze hem "effectief verhinderen zijn functie uit te oefenen". Gouverneur Andrew Cuomo benoemde onmiddellijk een speciale aanklager om te onderzoeken of er wegens het plegen van misdrijven strafrechtelijke vervolging moet worden ingesteld tegen Schneiderman.
Op 8 mei 2018 meldde The Observer dat geestverwanten van president Trump het private Israëlische inlichtingenbureau Black Cube zouden hebben ingehuurd om ex-autoriteiten gelieerd aan het kabinet-Obama de atoomdeal met Iran te ondermijnen. In The New Yorker haakte Farrow hierop in door te wijzen op de treffende overeenkomst van de werkwijze van deze Israëlische geheim agenten met methoden van de agenten die werden ingeschakeld door filmbaas Harvey Weinstein.

### Privé
Farrow is vervreemd van zijn vader, Woody Allen. Farrow beweerde later: "Hij is mijn vader, die getrouwd is met mijn zus. Dat maakt mij zijn zoon en zijn zwager. Wat is dat toch voor een morele transgressie!"
Na ondervraagd te zijn over de langlopende speculatie dat Farrow de zoon is van Mia Farrow en haar ex-partner Frank Sinatra, verklaarde Mia Farrow dat Sinatra "mogelijk" Ronans vader is. Vervolgens grapte Ronan Farrow op Twitter: "Luister, we zijn mogelijk allemaal Frank Sinatra's zoon".
In februari 2014 antwoordde Allen in The New York Times door te schrijven: "Is hij mijn zoon of, zoals Mia suggereert, Frank Sinatra's zoon?" In 2015 vroeg Vanity Fair aan dochter Nancy Sinatra over de behandeling van Farrow alsof hij een lid van haar familie zou zijn. Zij antwoordde toen in een e-mail: "Hij is een groot deel van ons en wij zijn gezegend om hem in onze levens te hebben".
Het is niet bekend of er een DNA-onderzoek is ingesteld om vast te stellen wie Farrows vader is. In een CBS Sunday Morning-interview ontkende Nancy Sinatra dat Farrow haar halfbroer is. Farrow weigert te spreken over DNA, en verklaarde dat ondanks hun vervreemding "Woody Allen wettelijk, ethisch, en persoonlijk een vader in onze familie is".
Farrow is LGBT'er. Hij werd in 2018 erkend door de Point Foundation, die LGBT'ers steunt. Hij heeft een relatie met Jon Lovett, podcasthost en voormalig speechwriter van president Obama.

## Onderscheidingen
In 2008 werd Farrow onderscheiden met de Refugees International's McCall-Pierpaoli Humanitarian Award voor "buitengewone dienstbaarheid aan vluchtelingen en ontheemde mensen". In 2009 werd Farrow uitgeroepen tot New York magazine's "New Activist" van het jaar en opgenomen in zijn lijst van individuen "op het punt hun wereld te veranderen".
In 2011 nam Harper's Bazaar hem op in een lijst van "zich aandienende politici".
In 2012 stond hij op de 1e plaats in "Law and Policy" in Forbes magazine's "30 onder 30 Meest Invloedrijke Mensen". Hij werd ook onderscheiden met een honorair doctoraat door de Dominican University of California in 2012.